# スパナコピタ
スパナコピタ (ギリシア語: σπανακόπιτα, [ˌspænəˈkɒpɪtə, ˌspɑː-, -ˈkoʊ-], spanakopita) は、ギリシャの塩味のほうれん草パイである。フィリングには頻繁にチーズ（典型的にはフェタ）が加えられるが、チーズも卵も使用しないバージョンは断食（斎　ものいみ）の期間中にギリシャ全域で食される。

## 名称
ギリシャ語でスパナキ (σπανάκι, spanáki) は「ほうれん草」、ピタ (πίτα, píta) は「パイ」の意味で、合わせて「ほうれん草パイ」の意味となる。
フィリングにチーズが使用される場合は、特にスパナコティロピタ （σπανακοτυρόπιτα, spanakotiropita, "ほうれん草とチーズのパイ"の意味）と呼ばれる。ギリシャ南部ではスパナコピタの表現はチーズ入りバージョンにも使用されるのが一般的である。
大きなベーキングパンで焼かれた後に切り分けられることもあれば、一人前ごとに小さく三角状に巻かれて焼かれることもあり、小さく焼かれたものは小さいや小型を意味する接尾辞の「-akia」を語尾に付け、スパナコピタキア (spanakopitakia) とも呼ばれる。

## 材料とバリエーション
伝統的なフィリングはざく切りにしたほうれん草、フェタ、 タマネギかスキャリオン、卵、そしてシーズニングからなる。他の白いチーズ（ケファロティリのような塩漬けされたチーズが好ましい）をフェタと混ぜ合わせたり、フェタの代わりに代用してもよい。ディル、ミント、パセリを始めとして、チャービル、フェンネルの葉、オレガノ、ラベージ、カフカリスラなどのハーブ類が香味として使用される 。ナツメグやニンニクが加えられるレシピもある。フィリングは、大きなベーキングパンにバターかオリーブ・オイルと共にフィロの生地で包まれるか、重ね合わされ、出来上がりの際はそれぞれ一人前が切り出される。またフィリングは、三角形や細長いシガー状に一人前の大きさに生地で巻かれることもある。
フィロ生地を使うレシピが最も一般的だが、いくつかのレシピは厚めのホリアティコ・フィロ生地を使用する。折パイ生地から作られる事もある。ペイストリーは焼かれると黄金色となり、その色はしばしばバターと黄身によってさらにきれいな焼き色が付けられる。オーブンで焼かれたばかりのの状態でも、室温でも供される。
"断食 (fasting)"若しくはヴィーガン・バージョンのスパナコピタが存在し、四旬節やその他の宗教的断食の際に食される。このバージョンは、ホウレンソウか、タマネギか、スキャリオンや、ディル、パセリ、セロリなどの緑のハーブ類をフィリングに用い、オリーブ・オイルと少量の小麦粉を使用するが、卵と乳製品は使用しない。  混合された材料は、パリッとするまでオーブンで焼かれる。非伝統的なヴィーガン・バーションも存在し、典型的にチーズの代わりに豆腐が用いられる。
ギリシャの地方では、ホウレンソウが使用される量は減り、量が減った分はリーキ、チャード、ソレルなどが代わりに使用される。

## 関連ペイストリー
スパナコピタは多くのギリシャの伝統的料理本に掲載され、ギリシャ国内及び国際的なレストランやホテルのメニューに多く登場する。このペイストリーは、イタリアのリグーリア地方の伝統的料理でアルゼンチンやウルグアイでも一般的なトルタ・パスクアリーナや、セルビアとボスニアで人気が高く、時としてブレクの一種と考えられているピタ・ゼルジャニカと類似している。ジブラルタルのスピナッチ・パイは、スペイン語でTorta de Acelgaとも呼ばれ、フェタがチェダーかエダムと置き換わってはいるものの、人気が高く、クリスマスや復活祭の季節に供される事が多い。